# 新溫莎 (紐約州)
新溫莎（英語：New Windsor）是一個位於美國紐約州奧蘭治縣的鎮。

## 人口
根據2020年美國人口普查的數據，新溫莎的面積為95.99平方千米，當中陸地面積為88.26平方千米，而水域面積為7.73平方千米。當地共有人口27805人，而人口密度為每平方千米290人。